# Rijksbeschermd gezicht Egmond aan den Hoef
Gezicht Egmond aan den Hoef is een van rijkswege beschermd dorpsgezicht in Egmond aan den Hoef in de Nederlandse provincie Noord-Holland. De procedure voor aanwijzing werd gestart op 28 februari 1969. Het gebied werd op 11 juni 1970 definitief aangewezen. Het beschermd gezicht beslaat een oppervlakte van 10,7 hectare.
Panden die binnen een beschermd gezicht vallen krijgen niet automatisch de status van beschermd monument. Wel zal de gemeente het bestemmingsplan aanpassen om nieuwe ontwikkelingen in het gebied te reguleren. De gezichtsbescherming richt zich op de stedenbouwkundige en cultuurhistorische waardering van een gebied en wil het toekomstig functioneren daarvan veiligstellen.